# Sabazia acoma
Sabazia acoma là một loài thực vật có hoa trong họ Cúc. Loài này được (S.F.Blake) Longpre miêu tả khoa học đầu tiên năm 1970.